# Fatima Grimm
Fatima Grimm (* 25. Juli 1934 als Helga Lili Wolff in München; † 6. Mai 2013 in Hamburg) war eine deutsche Übersetzerin, Autorin und Referentin zum Thema Islam. Bekannt wurde sie durch ihr Engagement als Konvertitin in der muslimischen Gemeinde Deutschlands, so als Funktionärin in der Deutschen Muslim-Liga Hamburg.

## Kindheit und Ausbildung
Fatima Grimm wurde 1934 als Tochter des SS-Obergruppenführers und Generals der Waffen-SS Karl Wolff und Frieda von Römhelds (1901–1988) geboren. 
Sie wurde mit ihrer Familie am 13. Mai 1945 von amerikanischen Truppen zunächst in einem Bozener Gefängnis festgesetzt. Nach der Haftentlassung ihres Vaters im Juni 1949 arbeitete er als Vertreter für die Anzeigenabteilung einer Illustrierten und die Familie zog nach Starnberg bei München.
1958 lernte sie Omar Abdul Aziz, einen tschechischen Muslim, kennen. An ihrem 26. Geburtstag im Jahr 1960 legte sie in der Münchener Wohnung von Ibrahim Gacaoglu das islamische Glaubensbekenntnis ab und heiratete Omar Abdul Aziz. 
1962 zog sie mit ihm nach Pakistan und kehrte bereits 1963 mit ihm nach Deutschland zurück, wo sie sich in der Münchener Gemeinde engagierte.

## Karriere
Erstmals trat Grimm öffentlich, damals noch Fatima Heeren-Sarka, im Protokoll vom 11. April 1971 der Generalversammlung der Münchener Moscheebau-Kommission (Vorläufer der Islamischen Gemeinschaft in Deutschland) als „Sekretär“ im neugewählten „geschäftsführenden Ausschuss“ auf. In den folgenden Jahrzehnten schrieb und übersetzte sie diverse Bücher und verfasste zahlreiche Artikel, von denen einige in der Zeitschrift Al-Islam erschienen. In ihrer Publizistik widmete sie sich vor allem Themen wie der Erziehung und der Rolle der Frau im Islam. Das nur kurze Zeit bestehende Kindermagazin Du und der Islam (1978–1984, ging in Al-Islam auf) wurde von ihr betreut. Mehrere Jahre war sie auch für Al-Islam verantwortlich.
Besondere Aufmerksamkeit erhielt ein erstmals 1975 von Grimm gehaltener Vortrag, der 1995 als Broschüre unter dem Titel Die Erziehung unserer Kinder vom Islamischen Zentrums München (IZM) veröffentlicht wurde und seitdem immer wieder verbreitet wird (so auf der Buchmesse der Berliner Mevlana-Moschee im Jahr 2007). Diese wegen des darin unter Verwendung von Begriffen wie Dschihad und dār al-Harb zum Ausdruck kommenden Familienbildes „umstrittenste Publikation von Fatima Grimm“ zeichnet als Schreckensbild bei ausbleibender islamischer Erziehung das Heranwachsen der Kinder zu einer „Masse von halbgebildeten Nationalisten, Kommunisten oder Humanisten“. Des Weiteren gehöre zur Erziehung, den ab dem 15. Lebensjahr dafür aufgeschlossenen Kindern den Begriff des Dschihad als Verteidigung des Glaubens nahezubringen: „Dazu gehört, dass wir als Mütter nicht feige und ängstlich darauf bedacht sind, unsere Söhne vor jeder Gefahr zu bewahren. […] Vielmehr sollten wir ihnen immer vor Augen führen, was für eine großartige Auszeichnung es für jeden Muslim ist, für die Sache des Islams mit der Waffe in der Hand kämpfen zu können.“ Im Verfassungsschutzbericht 2010 des Landesamtes für Verfassungsschutz Baden-Württemberg wird festgestellt, dass in einer von Grimm verfassten Publikation des IZM für die Wiedereinführung der Hadd-Strafen plädiert werde. In einer von der Friedrich-Ebert-Stiftung 2003 herausgegebenen Broschüre wird angegeben, Grimm habe „sich inzwischen von ihrem Machwerk distanziert“.
In einem 2005 mit Nadeem Elyas geführten und 2006 vom Institut für Islamfragen veröffentlichten Gespräch teilte dieser mit, Grimm habe Stellung genommen und gesagt, dass der Text 30 Jahre alt sei, dass sie damit auf keinen Fall den bewaffneten Kampf gemeint habe und sie diesen für die Gegenwart auf keinen Fall befürworte.
Wenige Wochen vor dem Tod ihres Vaters Karl Wolff im Jahr 1984 konvertierte dieser zum Islam; am Grab sprach die Tochter in Anwesenheit von Vertretern des Islamischen Zentrums München (IZM) das Totengebet.
Seit spätestens April 1999 war Grimm als Ehrenmitglied im Beirat des ZMD. Zudem saß sie (mit ihrem Mann Abdul Karim) im Vorstand der Deutschen Muslim Liga e. V. Hamburg, war Mitglied im Liberal-Islamischen Bund und engagierte sich im Islamischen Zentrum Hamburg; auf ihrem Grundstück in Hamburg befand sich eine eigene, kleine Moschee. Mit ihrem Mann Abdul Karim war sie mehrfach auf den Treffen deutschsprachiger Muslime zugegen.
Im Sommer 2002 begleitete Grimm mit Nadeem Elyas und anderen Vertretern des ZMD eine Tour der Islamischen Weltliga durch Deutschland.
Grimm arbeitete an einer deutschen Koranübersetzung in einer Gruppe von mehrheitlich Frauen, darunter Halima Krausen und Eva-Maria El-Shabassy. Ursprünglich war sie als Übersetzung der englischen Koranübersetzung von Abdullah Yusuf Ali konzipiert. Die Übersetzung enthält ausführliche Kommentare von Abdullah Yusuf Ali, Muhammad Asad, al-Qurtubī, Sayyid Qutb, Daryābādī, Ibn Kathīr, Mawdūdī, al-Suyūṭī und Abdul Hameed Siddiqi, die direkt übernommen und übersetzt wurden, auf Kommentare von Sufis oder Schiiten wurde verzichtet. Sie wurde über 16 Jahre in 24 Heften von Al-Islam und schließlich in fünf Bänden im SKD Bavaria Verlag von Abdel-Halim Khafagy veröffentlicht. Grimms Übersetzung gehört neben der von Muhammad Rassoul zu den zwei vom Zentralrat der Muslime in Deutschland (ZMD) in seinem 1999 herausgegebenen Lehrplan für islamischen Religionsunterricht empfohlenen Koranübersetzungen. Im Leitfaden „ORIENTierung“ des Instituts für Islamwissenschaft der Freien Universität Berlin wird Grimms Übersetzung als stark traditionalistisch und interpretierend sowie „an Zwecken der Mission orientiert“ beschrieben, für das Studium sei sie „nicht empfehlenswert“. Auf der Website islam.de des ZMD nennt Hamida Behr Grimms Koranübersetzung nebst zeitgenössischen Kommentaren als ihr „wahrscheinlich größtes Vermächtnis“. Es handele sich dabei um die erste gemeinsam von Sunniten und Schiiten erarbeitete und herausgegebene Koranübersetzung ins Deutsche. Noch hätten „Islamwissenschaftler sich nicht mit ihrem Werk auseinandergesetzt“, doch „in den neuen Abteilungen für Islamischen Theologie“ finde man ihren Kommentar.
Khadija Katja Wöhler-Khalfallah zitierte 2009 Grimm aus der von dieser mit Aisha B. Lemu verfassten Schrift Frau und Familienleben im Islam (2005) als ein Beispiel für fundamentalistische, antisäkulare und den Dschihad befürwortende Polemik: „(…) Diese Anstrengung (Jihad) kann in der Stunde der Not, sowohl mit dem Schwert als auch mit der Feder, mit der Schaufel wie mit dem Skalpell oder sogar mit der Nähmaschine oder dem Kochlöffel durchgeführt werden. Jihad ist ein Kampf gegen alle Kräfte, die den Islam von innen und außen angreifen. Ob diese Angriffe das Ziel haben, den Islam zu verspotten, seine Traditionen und Gebräuche zu schwächen oder seine politische Macht zu untergraben, sie müssen jedenfalls sehr ernst genommen werden, weil sie die Wurzeln unseres Erbes zu zerstören trachten.“
Ralph Ghadban nannte 2007 Grimms Buch Der Islam mit den Augen einer Frau in einem Forschungsbericht als einen der meistverbreiteten Titel muslimischer Autoren in Deutschland. In diesem Zusammenhang nennt Ghadban „Hofmann, von Denffer und Grimm“ als zur „Strömung der Muslimbruderschaft“ zugehörig, „wobei von Denffer und Grimm eher zu ihrem radikalsten Flügel“ gehörten.

## Privatleben und Tod
1958 lernte sie  Omar Abdul Aziz, einen tschechischen Muslim, kennen und heiratete ihn 1960. Sie hatten einen Sohn und eine früh verstorbene Tochter. 1983 wurde die Ehe einvernehmlich geschieden. 
Am 1. April 1984 heiratete sie den verwitweten deutschen Konvertiten Abdul Karim Grimm (1933–2009), dessen drei Kinder sie auf einer ʿUmra kennengelernt hatte, und zog zu ihm nach Hamburg. Sie starb 79-jährig am Abend des 6. Mai 2013 nach langer, schwerer Krankheit in Hamburg.

## Publikationen
- Sayyid Abū-l-Aʿlā Maududī: Weltanschauung und Leben im Islam (= Herder-Bücherei. Band 397). Übersetzt aus dem Englischen von Fatima Heeren-Sarka. Herder, Freiburg im Breisgau u. a. 1971. The Islamic Foundation, Leicester 1978, ISBN 0-86037-029-1 bzw. ISBN 0-86037-028-3.
- Family life in Islam. Speech delivered at the International Islamic Conference, London, on April 8, 1976. Mohammad Yusuf Khan, Lahore 1976. Übersetzung auf Dänisch: Islamisk familieliv. ISBN 87-87728-74-5.
- mit Aisha B. Lemu: Woman in Islam. Papers delivered at the International Islamic Conference, held in London from 3rd to 12th April, 1976. Islamic Council of Europe, Leicester 1976, ISBN 0-86037-004-6. Neuauflage Islamic Foundation, Markfield 2007, ISBN 978-0-86037-004-8
- Al-Islam (Hrsg.): Kurshid Ahmad: Grundsätze der islamischen Erziehung. (= Schriftenreihe des Islamischen Zentrums München. Nr. 3). Informationsschrift des Islamischen Zentrums München. Hrsg. in Zusammenarbeit mit The Islamic Foundation. Übersetzt aus dem Englischen von Fatima Heeren. Islamisches Zentrum München, München 1976. 4. Auflage 1997 bzw. 2005 ebenda herausgegeben von der Islamischen Gemeinschaft in Deutschland, ISBN 978-3-89263-003-6 bzw. ISBN 3-89263-003-8.
- mit Aisha B. Lemu: Kvinden i islams verden. Scientific Research House, Kuwait und Islamisk Ungdomsforbund, Valby 1978, ISBN 87-980656-4-5.
- Sound foundations of Muslim families at the most fundamental social unit of the Islamic community. MSA of U.S. and Canada, Bloomington, Indiana 1978.
- Zakāt. (= Schriftenreihe des Islamischen Zentrums München. Nr. 6). In Zusammenwirkung mit The Muslim Students Association of The United States & Canada, Islamic Correspondence Course und dem Waterval Islamic Institute. Übersetzt aus dem Englischen von Fatima Heeren. Islamisches Zentrum München, München 1978.
- Ahmad Kamil H. Darwish: Was ist Islam? In: Zusammenarbeit mit Darqawi Siddigyyah Zawiah of Tanger, Marokko. Übersetzt aus dem Englischen von Fatima Heeren. Islamisches Zentrum München, München 1978. Neuauflage ebenda, 1997, ISBN 3-89263-000-3.
- Muhammad Manazir Ahsan: Islam, Glaube und Leben. Übersetzt von Ahmad von Denffer und Fatima Heeren-Sarka. Islamic Foundation, Leicester 1978, ISBN 0-86037-034-8.
- Das Fasten. (= Schriftenreihe des Islamischen Zentrums München. Nr. 5). Hrsg. vom Islamischen Zentrum München in Zusammenwirkung mit The Muslim Students Association of the United States & Canada. Übersetzt aus dem Englischen von Fatima Heeren. Islamisches Zentrum München, München 1978 (Neuauflage 1982).
- Muhammad. (= Schriftenreihe des Islamischen Zentrums München. Nr. 7). In Zusammenwirkung mit The Muslim Students of the United States & Canada. Übersetzt aus dem Englischen von Fatima Heeren. Islamisches Zentrum München, München 1978.
- Said Ramadan: Das islamische Recht. Theorie und Praxis. Übersetzt von Fatima Heeren. Harrassowitz, Wiesbaden 1980, ISBN 3-447-02078-4.
- Taha Jabir Al-Alwani: Entwurf eines Alternativen Kulturplanes. Übersetzt von Fatima Grimm und Hanna Niemann. Muslim-Studenten-Vereinigung in Deutschland, Marburg 1992, ISBN 3-932399-12-9.
- Taha J. al Alwani und Imad al Din Khalil: Der Koran und die Sunnah. Der Zeit-Raum-Faktor. Übersetzt von Fatima Grimm und Maryam Reissmann. International Institute of Islamic Thought, Herndon, Virginia 1994 (ISBN 1-56564-053-5) sowie Muslim-Studenten-Vereinigung in Deutschland, Marburg 1994 (ISBN 3-932399-11-0).
- Sayyid Abu-l-A'la Maududi: Weltanschauung und Leben im Islam. (= Schriftenreihe des Islamischen Zentrums München. Nr. 24). Übersetzt aus dem Englischen von Fatima Heeren-Sarka. Islamisches Zentrum München, München (auch International Islamic Federation of Student Organizations, Kuwait) 1994, ISBN 3-89263-024-0.
- Innerer Friede. (= Vorträge über den Islam. Nr. 2). 3. Auflage. Islamisches Zentrum München, München 1995, ISBN 3-89263-602-8.
- Informationszentrale Islamisches Zentrum München (Hrsg.): Die Erziehung unserer Kinder. (= Vorträge über den Islam. Nr. 3). Redaktion: Tilmann Schaible. Islamisches Zentrum München, München 1995, ISBN 3-89263-603-6; 2., durch Tilmann Schaible überarbeitete Auflage: Dâr-us-Salâm / Garching bei München 2000, ISBN 3-932129-63-6.
- Sayyid Abul A'la Maududi: Islamische Lebensweise. (= Schriftenreihe des Islamischen Zentrums München. Nr. 17). Deutsch von Ayisha Niazi und Fatima Heeren. Islamisches Zentrum München, München (auch International Islamic Federation of Student Organization, Kuwait) 1996, ISBN 3-89263-017-8.
- Said Ramadan: Das islamische Recht. Theorie und Praxis. Übersetzt von Fatima Heeren. 2. Auflage, herausgegeben von der Muslim-Studenten-Vereinigung in Deutschland e. V. in Zusammenarbeit mit dem Islamischen Konzil in Deutschland e. V. unter Bearbeitung von Amena El-Zayat. Muslim-Studenten-Vereinigung in Deutschland, Marburg 1996, ISBN 3-932399-00-5.
- mit anderen: Tarǧamat maʿāni ʾl-Qurʾān al-karīm ila ʾl-luġa al-almānīya = Die Bedeutung des Korans. 5 Bände. SKD Bavaria, München 1996–1997, ISBN 3-926575-40-9.
- mit Aisha B. Lemu: Frau und Familienleben im Islam. (= Schriftenreihe des Islamischen Zentrums München. Nr. 20); übersetzt durch Abdullah Hammam. 3. Auflage. Islamisches Zentrum München, München 1999, ISBN 3-89263-020-8.
- Tilmann Schaible (Hrsg.): Fatima Grimm und Timann Schaible: Wie mache ich das Gebet im Islam? (= Elementarwissen Islam. Nr. 2). Dâr-us-Salâm, Garching bei München 2000, ISBN 3-932129-02-4.
- Der Islam mit den Augen einer Frau. 2., neubearbeitete Auflage. SKD-Bavaria-Verlag, München 2002, ISBN 3-926575-92-1.
- Auswahl aus dem Meer der Barmherzigkeit. Die Lehren des Großscheikhs unseres Meisters Scheikh 'Abdullah ad-Daghestânî an-Naqschbandî. Erläutert durch seinen Vertreter und Nachfolger Nazim al-Qubrusi. Zusammengestellt, übersetzt und herausgegeben von Hassan P. Dyck und Fatima Heeren. 2. Auflage. Neubearbeitung durch Abd al-Hafidh Wentzel. Warda-Publ., Hellenthal 2005, ISBN 978-3-939191-03-2 bzw. ISBN 3-939191-03-5.
- Muḥammad Aḥmad Rassoul (Hrsg.): Innerer Friede. 3., verbesserte und erweiterte Auflage. Islamische Bibliothek, Köln 2006, ISBN 3-8217-0075-0.
- Muhammet Mertek (Red.): Kurze Suren aus dem Koran & einige ausgewählte Gebete. übersetzt von Fatima Grimm. Fontäne-Verlag, Offenbach am Main 2009, ISBN 978-3-935521-50-5.
- Ali Ünal (Hrsg.): Der Koran und seine Übersetzung. Mit Kommentar und Anmerkungen. übersetzt von Fatima Grimm und Wilhelm Willeke. Fontäne-Verlag, Offenbach am Main 2009, ISBN 978-3-935521-45-1 bzw. ISBN 978-3-935521-46-8.
- als Herausgeberin: Tuchgefühl. Geschichten vom Leben mit und ohne Kopftuch. Narrabila Verlag, Berlin 2013, ISBN 978-3-943136-06-7.